# ヘンリック・ドーシン
パー・ヘンリック・ドーシン（Per Henrik Dorsin、1977年11月20日 - ）は、スウェーデン出身の俳優、コメディアン、歌手、歌劇役者。

## 来歴
1995年の映画「Vinterviken」にエキストラとして出演し、その後1998年、風刺番組「Detta har hänt」でテレビ出演のキャリアを開始。レビュー・アーティストやドラマ作家として活躍。レヴュー「Slängar av sleven」をプロデュースしたり、演劇グループ「Stockholms blodbad」のショーに参加したりしている。また、SVTのエンターテイメント番組「Säpop」にも出演し、TV4のコメディ番組「Parlamentet」にも参加している。  2007年にはポヴェル・ラーメルによるKaramelodiktstipendietを受賞。 2014年、喜劇「Henrik Dorsin - näktergalen från Holavedsvägen」でツアーを行い、 同年よりストックホルムで劇場「Scalateatern」を運営。
同じくコメディアンのハンナ・ドーシンと結婚。弟は元サッカー選手のミカエル・ドーシン。